# Église Saint-Pierre de Bois
L'église Saint-Pierre est une église de style roman saintongeais située à Bois en Saintonge, dans le département français de la Charente-Maritime en région Nouvelle-Aquitaine.

## Historique
L'église Saint-Pierre fut construite en style roman au XIIe siècle.
Les deux chapelles latérales ajoutées au XIVe siècle.

## Description
L'église Saint-Pierre est édifiée en pierre de taille assemblée en grand appareil régulier.
Elle est dominée par la silhouette massive de sa tour octogonale, couverte de tuiles de couleur orange et percée de fines baies cintrées à abat-sons reliées entre elles par un cordon de pierre. À l'intérieur, la croisée du transept est surmontée d'une coupole sur pendentifs.
À l'ouest, la façade occidentale est divisée verticalement en trois registres. Le registre inférieur est percé d'un profond portail en plein cintre flanqué de part et d'autre de cinq colonnes portant une archivolte ornée de cinq voussures. Sur les côtés, le registre inférieur de la façade est percée de deux niches à colonnes et archivolte.
Le registre médian est orné d'une arcature de six arcades à colonnes, percée en son centre d'une fenêtre à colonnettes qui éclaire la nef. Ces deux premiers registres sont réunis verticalement par les deux contreforts latéraux et par deux colonnes engagées qui séparent le portail des niches latérales.
Le registre supérieur, pour terminer, est plat et sans autre décoration que la croix de pierre qui le surmonte.
À l'est, l'église présente un chevet plat percé d'une grande fenêtre de style ogival ornée d'un remplage.

## Protection
L'église Saint-Pierre fait l'objet d'un classement au titre des monuments historiques depuis le 21 janvier 1907.